# Klavírní koncert č. 1 b moll (Čajkovskij)
Klavírní koncert č. 1 b moll je hudební dílo Petra Iljiče Čajkovského, op. 23.
Čajkovskij napsal svůj první klavírní koncert během krátké doby od listopadu 1874 do února 1875. Pro svou novost a originalitu nebylo dílo zpočátku dobře přijato, neocenil jej ani vynikající hudebník Nikolaj Rubinstein, který inspiroval jeho vznik. Také první provedení v Sankt Petěrburgu a v Moskvě byla málo úspěšná. Ale od roku 1878, kdy si Nikolaj Rubinstein uvědomil chybu svého odmítnutí a koncert začal hrát, získává dílo stále větší oblíbenost. Jedním z prvních jeho popularizátorů mimo Rusko byl klavírista a dirigent Hans von Bülow, jemuž Čajkovskij své dílo věnoval. Čajkovskij napsal dva další klavírní koncerty, které se však hrají zřídka. Koncert b moll patří k nejoblíbenějším Čajkovského dílům a je pravděpodobně nejznámějším a nejpopulárnějším klavírním koncertem všech dob.

## Instrumentace
Klavírní koncert b-moll je zkomponován pro dvě flétny, dva hoboje, dva B-klarinety, dva fagoty, čtyři F-horny, dvě trubky, tři pozouny (dva tenorové, jeden basový), tympány, sólový klavír a smyčce.

## Struktura
Koncert má tradiční formu ze tří částí:
- Allegro non troppo e molto maestoso – Allegro con spirito (B-moll, B-dur)
- Andantino semplice – Prestissimo – Tempo I (Des dur)
- Allegro con fuoco – Molto meno mosso – Allegro vivo (B-moll, B-dur)

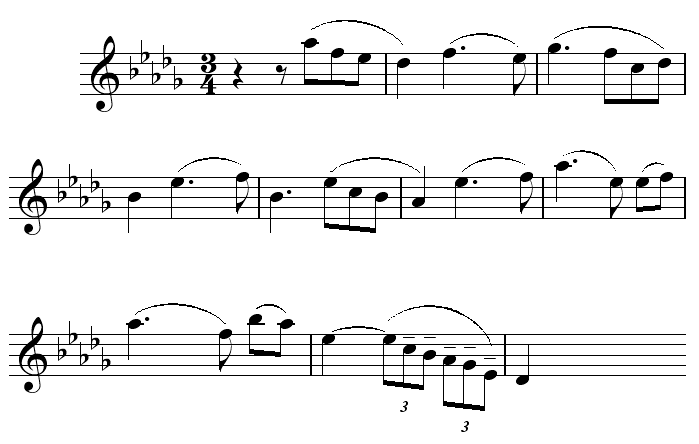
Slavné téma předehry koncertu

Standardní provedení trvá 30 až 36 minut. První věta, která trvá déle než další dvě dohromady, je zkomponovaná velmi netradičně. Koncert začíná 106 taktů dlouhou předehrou. Několik prvních tónů patří pozounům, po nichž zazní jedna z vůbec nejznámějších melodií klasické hudby. Melodii drží smyčce, které mohutnými akordickými bloky doprovází klavír. Po doznění orchestru následuje překvapivá kadence klavíru odvozená od smyčcové melodie. Pak orchestr s doprovodem klavíru zopakuje celou melodii. Zde končí předehra, jejíž melodie se průběhu koncertu již nezopakuje. Až v tomto okamžiku následuje expozice provedení hlavního a vedlejšího tématu věty. Hlavní téma je inspirované ukrajinskou lidovou melodií, vedlejší je romantičtější. Druhá věta začíná tichými akordy hranými pizzicato. Něžné až nevinně znějící hlavní téma zahraje flétna a hned po ní klavír s jemným doprovodem orchestru. Ve střední části věty je zakomponovaná rychlá klavírní pasáž. Třetí větu otvírají výrazně tympány a smyčce, a hned razantně nastupuje klavír. Hlavní téma je rychlé, tanečního charakteru s krátkými klavírními frázemi. Další téma je kontrastní, více zasněné.

## Premiéra
První uvedení 25. října 1875 v Bostonu dirigoval Benjamin Johnson Lang a na klavír hrál Hans von Bülow. První provedení v Rusku 13. listopadu 1875 v Sankt Petěrburgu s ruským klavíristou Gustavem Krossem dirigoval český dirigent Eduard Nápravník.